# العلاقات السعودية الكاميرونية
العلاقات السعودية الكاميرونية هي العلاقات الثنائية التي تجمع بين السعودية والكاميرون.

## مقارنة بين البلدين
هذه مقارنة عامة ومرجعية للدولتين:
| وجه المقارنة                                              | السعودية        | الكاميرون                      |
| --------------------------------------------------------- | --------------- | ------------------------------ |
| المساحة (كم2)                                             | 2.25 مليون      | 475.44 ألف                     |
| عدد السكان (نسمة)                                         | 33.00 مليون     | 24.05 مليون                    |
| الكثافة السكانية (ن./كم²)                                 | 14.67           | 50.58                          |
| العاصمة                                                   | الرياض، الدرعية | ياوندي                         |
| اللغة الرسمية                                             | اللغة العربية   | لغة فرنسية، لغة إنجليزية       |
| العملة                                                    | ريال سعودي      | فرنك وسط أفريقي                |
| الناتج المحلي الإجمالي (بليون دولار)                      | 683.83 مليار    | 34.80 مليار                    |
| الناتج المحلي الإجمالي (تعادل القوة الشرائية) بليون دولار | 1.69 تريليون    | 72.72 مليار                    |
| الناتج المحلي الإجمالي الاسمي للفرد دولار أمريكي          | 20.48 ألف       | 1.22 ألف                       |
| الناتج المحلي الإجمالي للفرد دولار أمريكي                 | 52.01 ألف       | 2.97 ألف                       |
| مؤشر التنمية البشرية                                      | 0.837           | 0.512                          |
| رمز المكالمات الدولي                                      | +966            | +237                           |
| رمز الإنترنت                                              | .sa             | .cm                            |
| المنطقة الزمنية                                           | ت ع م+03:00     | توقيت غرب أفريقيا، ت ع م+01:00 |

## منظمات دولية مشتركة
يشترك البلدان في عضوية مجموعة من المنظمات الدولية، منها:
| علم المنظمة | اسم المنظمة                               | تاريخ انضمام السعودية | تاريخ انضمام الكاميرون |
| ----------- | ----------------------------------------- | --------------------- | ---------------------- |
|             | يونسكو                                    | 4 نوفمبر 1946         | 11 نوفمبر 1960         |
|             | البنك الدولي للإنشاء والتعمير             | 26 أغسطس 1957         | 10 يوليو 1963          |
|             | منظمة حظر الأسلحة الكيميائية              | ?                     | ?                      |
|             | الأمم المتحدة                             | 24 أكتوبر 1945        | 20 سبتمبر 1960         |
|             | مؤسسة التمويل الدولية                     | 18 سبتمبر 1962        | 1 أكتوبر 1974          |
|             | المركز الدولي لتسوية المنازعات الاستشارية | 7 يونيو 1980          | 2 فبراير 1967          |
|             | منظمة التعاون الإسلامي                    | 25 سبتمبر 1969        | ?                      |
|             | وكالة ضمان الاستثمار متعدد الأطراف        | 12 أبريل 1988         | 7 أكتوبر 1988          |
|             | الاتحاد البريدي العالمي                   | ?                     | ?                      |
|             | مؤسسة التنمية الدولية                     | 30 ديسمبر 1960        | 10 أبريل 1964          |
|             | منظمة الشرطة الجنائية الدولية             | 13 يونيو 1956         | ?                      |
|             | منظمة التجارة العالمية                    | 11 نوفمبر 2005        | ?                      |
|             | البنك الإفريقي للتنمية                    | 4 أغسطس 1963          | ?                      |
|             | المنظمة الهيدروغرافية الدولية             | 8 أبريل 2002          | ?                      |
|             | الاتحاد الدولي للاتصالات                  | 7 فبراير 1949         | 22 ديسمبر 1960         |

## وصلات خارجية
- موقع وزارة الخارجية السعودية
- موقع وزارة الخارجية الكاميرونية